# 胡弘仁
胡弘仁（15世紀—1500年），清朝避讳作胡宏仁，字德恢，南直隸安慶府望江縣人，明朝政治人物。

## 生平
胡宏仁是成化二十二年（1486年）丙午科應天鄉試舉人，弘治十年（1497年）授龍南知縣，為政嚴明，不避權貴，監獄中沒有冤民，尤篤意學校，親自為諸生考課，差等以示勸懲，士民都仰慕其清操，有歌謠「只飲龍城一口水」歌頌他，上級舉薦他能大用，十三年（1500年）他卻在任內去世，行李蕭然，人民捐資讓其靈柩回鄉，然而他們都攀舟不忍別離，入祀當地名宦祠。

## 引用
1. 1 2  乾隆《望江縣志·卷七·人物上》：胡宏仁 字德恢，苦心積學，領成化丙午鄉薦，除江西龍南令，為政嚴明，不避權貴，士民仰其清操，有「只飲龍城一口水」之謠，臺使者舉宏仁堪大用，未幾卒于官，宦囊蕭如也，櫬歸龍南人攀舟不忍捨。 見《龍映志》
2. ↑  道光《龍南縣志》·卷五·職官志：胡宏仁，望江人，宏治十年丁巳任，公明剛果，獄無冤抑，尤篤意學校，親為考課，差等以示勸懲，三年卒於官，貧不能舉櫬，士民賻之乃得歸里，祀名宦。